# Juan Yépez
Juan David Yépez (Caracas, 19 de febrero de 1998), más conocido como Juan Yépez, es un jugador profesional venezolano de béisbol que se desempeña en la posición de primera base en Washington Nationals, equipo de las Grandes Ligas de Béisbol (MLB).

## Carrera
Yépez hizo su debut en la MLB con el equipo St. Louis Cardinals, en el cual jugó dos temporadas (2022-2023), después pasó a Washington Nationals, donde lleva jugando una temporada.